# Elezione del Presidente dell'Assemblea Costituente della Repubblica Italiana del 1947
L'elezione del Presidente dell'Assemblea Costituente del 1947 si è svolta l'8 febbraio 1947.
Il Presidente dell'Assemblea Costituente uscente è Giuseppe Saragat.
Presidente dell'Assemblea Costituente, eletto al I scrutinio, è Umberto Terracini.

## L'elezione

### Preferenze per Umberto Terracini
| Scrutinio | Voti | Percentuale |
| --------- | ---- | ----------- |
| I         | 279  | 63,9%       |

## 8 febbraio 1947

### I scrutinio
Per la nomina è richiesta la maggioranza assoluta dei votanti.
| Dati votazione | Dati votazione |                | Nome               | Nome | Voti |
| -------------- | -------------- | -------------- | ------------------ | ---- | ---- |
| Presenti       | 436            |                | Umberto Terracini  | 279  |      |
| Votanti        | 436            |                | Fausto Pecorari    | 38   |      |
| Astenuti       | 0              |                | Roberto Bencivenga | 32   |      |
| Maggioranza    | 219            |                | Voti dispersi      | 21   |      |
|                |                | Schede bianche | 64                 |      |      |
| Schede nulle   | 2              |                |                    |      |      |

Risulta eletto: Umberto Terracini (PCI)